# Wali (tytuł)

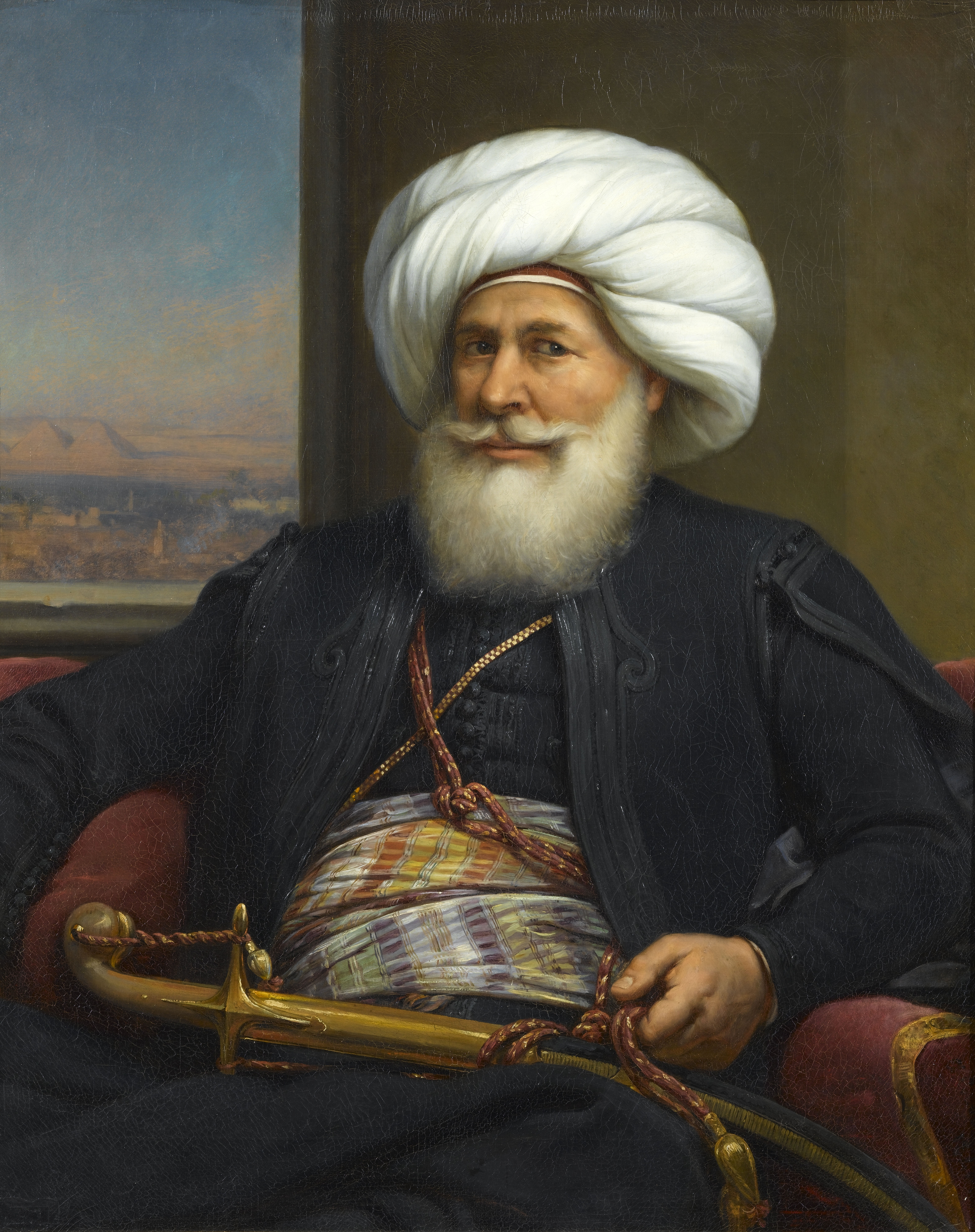
Muhammad Ali autorstwa Louis-Charles-Auguste Couder z 1841 roku

Wāli, Wā'lī lub vali (arab. ‏والي, Wālī‎) – tytuł w świecie muzułmańskim nadawany zastępcy, np. wicekrólowi lub gubernatorowi prowincji. Tytuł ten był używany między innymi w Kalifacie Umajjadów, Abbasydów i Imperium Osmańskim.
Podział administracyjny, którym rządzi wāli nazywa się wilajet.

## Termin algierski
W Algierii wali to „gubernator” i przywódca administracyjny każdej z 58 prowincji kraju, wybierany przez prezydenta.

## Termin filipiński
Termin wa'lī jest używany na filipińskiej wyspie Mindanao, jako tytuł przywódcy Regionu Autonomicznego Bangsamoro, położonego w muzułmańskiej, autonomicznej części wyspy.

## Termin marokański
W 1997 wprowadzono reformę regionalizacją, oznajmiającą, że gubernatorem marokańskich prowincji jest wāli.

## Termin pakistański
W dawnym muzułmańskim księstwie Swat, położonym na obecnym terenie Pakistanu, władcy otrzymywali tytuł wali.

## Termin tunezyjski
W Tunezji na czele każdego z 24 obszarów administracji zwanych wilāyāt (prowincjami; liczba pojedyncza wilāyah) stoi wālī (gubernator).

## Termin turecki
W Turcji vali jest gubernatorem tak zwanego İl (tur. prowincja).